# 私たちの生涯最高の瞬間
『私たちの生涯最高の瞬間』（わたしたちのしょうがいさいこうのしゅんかん、原題：우리 생애 최고의 순간）は、2008年1月に公開されたイム・スルレ監督の韓国映画。
2004年のアテネ五輪ハンドボール女子で韓国が銀メダルを獲得するまでを描いた作品。公開時期が北京五輪アジア予選のやり直し試合と重なったことで、関心が高かった。

## 出演
- キム・ジョンウン
- ムン・ソリ
- キム・ジヨン
- チョ・ウンジ
- オム・テウン

## スタッフ
- 監督：イム・スルレ
- 脚本：ナ・ヒョン
- 脚色：イム・スルレ
- 制作：シム・ジェミョン、キム・ヒョンチョル
- 撮影：ファン・ギソク
- 照明：パク・チョンチャン
- 音楽：ユン・ミナ
- 編集：ムン・インデ
- 製作会社：MKピクチャーズ
- 配給（韓国）：サイダスFNH

## 受賞歴

### 2008年度
- 第29回青龍映画賞：作品賞
- 題29回青龍映画賞：助演女優賞（キム・ジヨン）
- 第44回百想芸術大賞：作品賞
- 第16回春史大賞映画祭：助演女優賞（キム・ジヨン）
- 第16回春史大賞映画祭：新人女優賞（チョ・ウンジ）
- 第10回ソウル国際女性映画祭：パク・ナモク映画賞（イム・スルレ）
- 第9回釜山映画評論家協会賞：女優助演賞（キム・ジヨン）
- 第9回釜山映画評論家協会賞：審査員特別賞
- 第7回大韓民国映画大賞：助演女優賞（キム・ジヨン）